# Torre de la marina de Laboe
La Torre de la marina de Laboe, en alemany Marine-Ehrenmal Laboe és un monument commemoratiu a l'entrada le braç de mar Kieler Förde a Laboe (Slesvig-Holstein, Alemanya) construït de 1928 a 1936, a l'inici per a honrar els 34.836 soldats de la Marina de Guerra caiguts a la Primera Guerra Mundial.
Era una iniciativa de l'Associació dels Mariners d'Alemanya (Deutscher Marinebund) i va construir-se principalment amb donacions. Entre l'inici de l'obra i la inauguració es van passar uns anys i la Machtergreifung dels Nazis. Els nazis van aprofitar la inauguració del monument per a glorificar la seva ideologia militarista, tot i que el Führer Adolf Hitler no va voler fer un discurs a la cerimònia d'inauguració, per què no li agradava l'estil expressionista que considerava com a kitsch. Va construir-se damunt un búnquer que protegia l'entrada del Kieler Förde, el braç del Mar Bàltic que dona l'accés al port de Kiel.
Després de la Segona Guerra Mundial el monument va escaure a les forces d'ocupació britàniques que en un primer moment van pensar a fer-lo saltar. Aquesta decisió va ser anul·lat quan va palesar que el monument era anterior a la presa de poder dels nazis. El 1954, els britànics van tornar el monument a l'Associació dels Mariners d'Alemanya que va transformar-lo en memorial dedicat als mariners civils i militars de les nacions, caiguts a les dues guerres mundials.
El 1954 el monument va ser dedicat a: «A la memòria de tots els navegants alemanys d'ambdues guerres mundials i als morts al bàndol dels nostres adversaris». La dedicació va canviar-se el 1996, quan el monument va ser rebatejat com a memorial de tots els morts al mar: «A la memòria de tots els morts al mar de totes les nacions. Exhortació per a una navegació lliure pacífica a tots els mars».

## Arquitectura
El monument comprèn la torre, la cort d'honor rodona, la cripta sota la cort i un espai museístic. És una construcció de formigó, coberta de maons decoratius.